# Josué Modesto dos Passos Subrinho
Josué Modesto dos Passos Subrinho (* 22. Januar 1956 in Ribeirópolis, Sergipe) ist ein brasilianischer Wirtschaftswissenschaftler.

## Leben
Er absolvierte ein Studium der Volkswirtschaftslehre an der Universidade Federal de Sergipe (1977). Er hat einen Master-Abschluss (1983) und einen Doktortitel (1992) in Wirtschaftswissenschaften an der Staatlichen Universität Campinas (UNICAMP).
Zweimal, von 2004 bis 2008 und von 2008 bis 2012, war er Rektor an der Universidade Federal de Sergipe (UFS), bevor er von 2013 bis Juni 2017 Rektor auf Zeit (reitor pró-tempore) der Universidade Federal da Integração Latino-Americana (UNILA) in Foz do Iguaçu, Paraná, wurde.